# Cowaramup
Cowaramup är en ort i Australien. Den ligger i kommunen Augusta-Margaret River Shire och delstaten Western Australia, omkring 220 kilometer söder om delstatshuvudstaden Perth. Antalet invånare är 988.
Runt Cowaramup är det mycket glesbefolkat, med 3 invånare per kvadratkilometer.. Närmaste större samhälle är Margaret River, omkring 12 kilometer söder om Cowaramup.
I omgivningarna runt Cowaramup växer i huvudsak städsegrön lövskog. Genomsnittlig årsnederbörd är 1 201 millimeter. Den regnigaste månaden är maj, med i genomsnitt 210 mm nederbörd, och den torraste är januari, med 9 mm nederbörd.